# Adriana Varela
Beatriz Adriana Lichinchi, conocida artísticamente como Adriana Varela o su apodo La Gata Varela (Dock Sud, Provincia de Buenos Aires; 9 de mayo de 1952), es una reconocida cantante argentina de tango.

## Biografía
Es oriunda de la ciudad  de Dock Sud, partido de Avellaneda.Mantuvo matrimonio con el tenista Héctor Hugo Varela, de quien tomó el apellido y con quien tuvo dos hijos, Rafael y Julia, ambos cantantes. A principios de los 90 tuvo una relación amorosa con el actor Juan Darthés. Es una conocida simpatizante del Club Atlético Independiente de Avellaneda.
Trabajó  un largo tiempo como fonoaudióloga, especializándose en los pacientes neurológicos con Afasia (trastorno del habla), estudiando psicoanálisis y lingüística. 
En 1986, comenzó su carrera artística gracias a Juan Alberto Badía que la hizo debutar con Oscar Cardozo Ocampo, con los temas de Alejandro  del Prado llamado Tanguito, y luego con un tema de Pablo Milanés. 
Originada en el rock, tuvo su revelación con el tango al escuchar a Roberto Goyeneche en el filme Sur, de Pino Solanas.
Luego Néstor Marconi, la invitó a cantar tangos en un popular bar donde fue "descubierta" por el "Polaco" Roberto Goyeneche. 
En 1991 editó su primer disco: “Tangos”, por el sello Melopea de Litto Nebbia, seguido de “Maquillaje” (1993) y “Corazones perversos” (1994). 
En 1998 hizo un concierto en Barcelona en el Festival Griego.
Es una gran amiga de los cantantes Cacho Castaña, Joan Manuel Serrat y Joaquín Sabina. 
Junto a Goyeneche y Cacho Castaña llegaron a cantar en la Cárcel de Olmos, en Argentina. 
El Polaco hizo que interpretara temas como Afiches y Balada para un loco, entre otros.

## Obra
“Corazones perversos” ha sido el primero en contar en participaciones especiales de Virgilio Expósito y al Polaco Goyeneche, el descubridor y mentor hasta su muerte de la carrera de Adriana. 
En 1996, lanzó su cuarto disco “Tangos de lengue”, el cual incluye composiciones inéditas de uno de los mayores autores de la historia del tango: Enrique Cadícamo, seguido de la grabación de un álbum en vivo en el Teatro Coliseo de Buenos Aires, al que tituló “Tango en vivo”, el cual incluye una memorable versión del clásico Cambalache, de Enrique Santos Discépolo. El mismo año actuó en el documental Al corazón.
“Cuando el río suena” (1999), la ha distinguido aún más por su talento natural. En este disco unió la música de uruguayos y argentinos. Fue presentado en ambos países, en un concierto que presentaba diez discos en escena.
A fines del 2001, editó “Más tango”, que la consagró como “Mejor Artista de Tango del Año”. En ese disco participaron destacados músicos argentinos como Leopoldo Federico, Osvaldo Berlingieri, Néstor Marconi, Rodolfo Mederos y Juanjo Domínguez. 
Cuenta con clásicos del género como Corrientes y Esmeralda, Así se baila el tango, Yuyo verde y Pompas de jabón.
Actuó en el documental Abrazos, tango en Buenos Aires (2003).

## Premios
- Obtuvo el premio “ACE” que entrega la Asociación de Cronistas de Espectáculos dos años consecutivos: 1993 y 1994, por los discos “Maquillaje” y “Corazones perversos”.

- Premio Carlos Gardel en 2002 y 2007 por sus discos “Más Tango” y “Encaje”.
- Obtuvo dos Premios Konex como una de las 5 mejores cantantes femeninas de tango en 1995 y 2015.

## Festivales
En 1994, fue convocada por el productor Quincy Jones para representar a Argentina en el “Concert of the Americas”, en Miami, donde compartió el escenario con Liza Minnelli, Arturo Sandoval, Celia Cruz, Tito Puente, Daniela Mercury y Rita Marley. 
En el mismo año 2000, fue invitada por Joan Manuel Serrat para cantar en el concierto en el estadio del Club Atlético Atlanta en Buenos Aires.
Entre los festivales en los que ha participado se encuentran: 
- El Festival de Granada (España, 1994),
- Nantes (Francia, 1995),
- La cumbre de presidentes de América (Cartagena de Indias, Colombia 1997),
- Porto Alegre (Brasil, 1997), donde actuó tres noches seguidas y fue elegida para cerrar el festival.
- El Festival Griego de Barcelona (donde actuó en 1998),
- Otoño en Madrid (2001)
- Festival “Tango en París" (Francia, 2001).

En 2005, realizó su primera gira europea que la ha llevado a escenarios del Reino Unido, Francia, Alemania y España.
El 25 de mayo de 2014 formó parte de los festejos por el aniversario de la Revolución de Mayo, en el marco del show "Somos Cultura" del Ministerio de Cultura de la Nación.

## Discografía
- 1991: Tangos - DISCOS MELOPEA
- 1993: Maquillaje - DISCOS MELOPEA
- 1994: Corazones perversos - DISCOS MELOPEA
- 1995: Tangos de lengue - Varela canta Cadícamo - DISCOS MELOPEA
- 1997: Tango en vivo (vivo) - DISCOS MELOPEA
- 1999: Cuando el río suena - NUEVA DIRECCIÓN EN LA CULTURA S.A.
- 2000: Más tango - NUEVA DIRECCIÓN EN LA CULTURA S.A.
- 2005: Vivo (vivo) - NUEVA DIRECCIÓN EN LA CULTURA S.A.
- 2006: Encaje - NUEVA DIRECCIÓN EN LA CULTURA S.A.
- 2009: Docke (vivo) - NUEVA DIRECCIÓN EN LA CULTURA S.A.
- 2014: Y piano (vivo) - S-MUSIC S.A.
- 2017: Avellaneda - D.B.N.
- 2022: Vida mía - R.G.S.

Recopilaciones
- 1995: Grandes éxitos - DISCOS MELOPEA
- 1995: Tangos de colección - CLARIN
- 1996: Vuelve el tango - NUEVOS MEDIOS S.A.
- 1999: Toda mi vida - NUEVOS MEDIOS S.A.

Videos
- 2005: Vivo (vivo) - NUEVA DIRECCIÓN EN LA CULTURA S.A.
- 2008: Música en el Salón Blanco (En vivo) (DVD y VHS) - PRESIDENCIA DE LA NACIÓN